# Oosterscheldekering

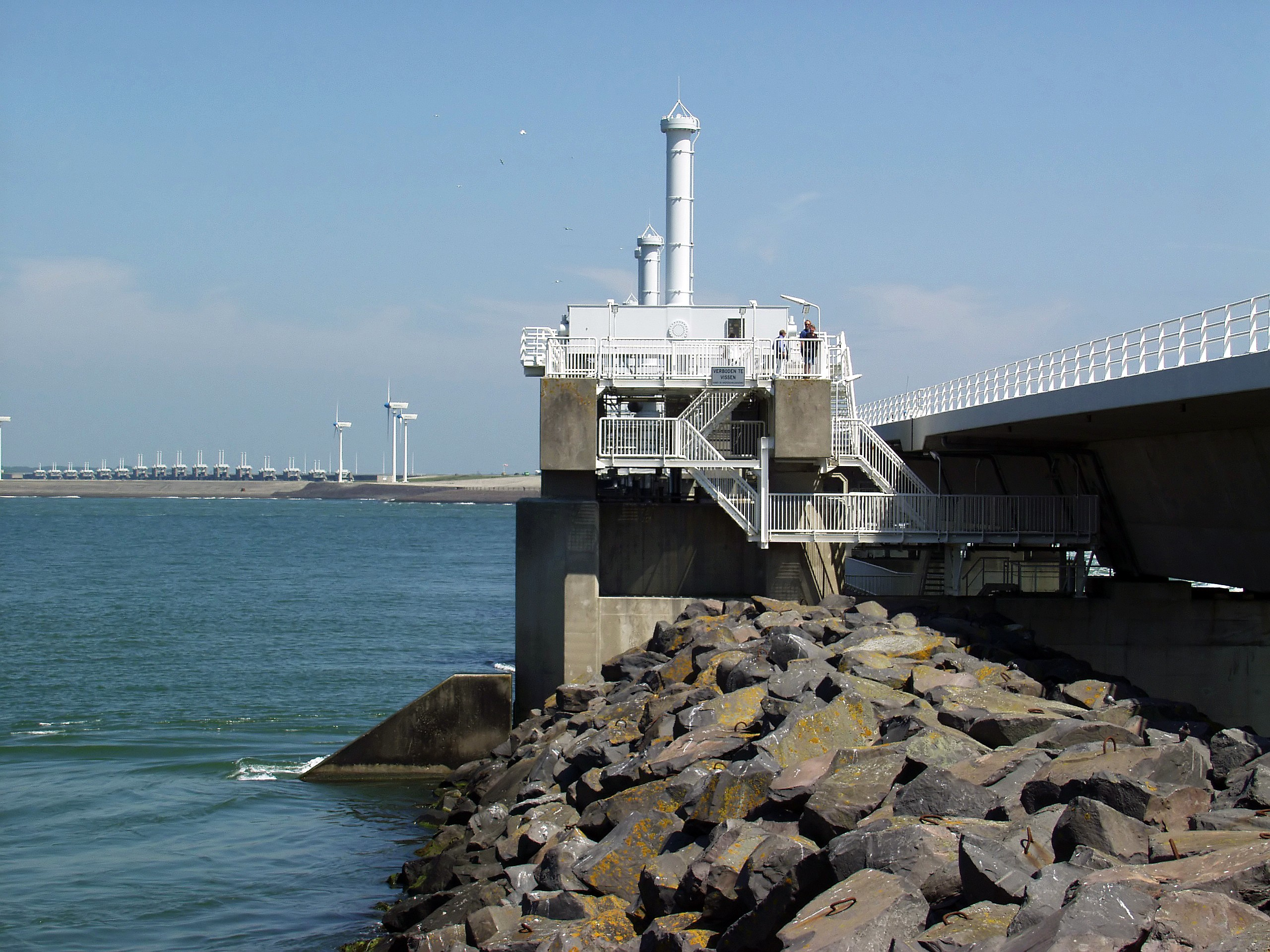
Un tratto della diga

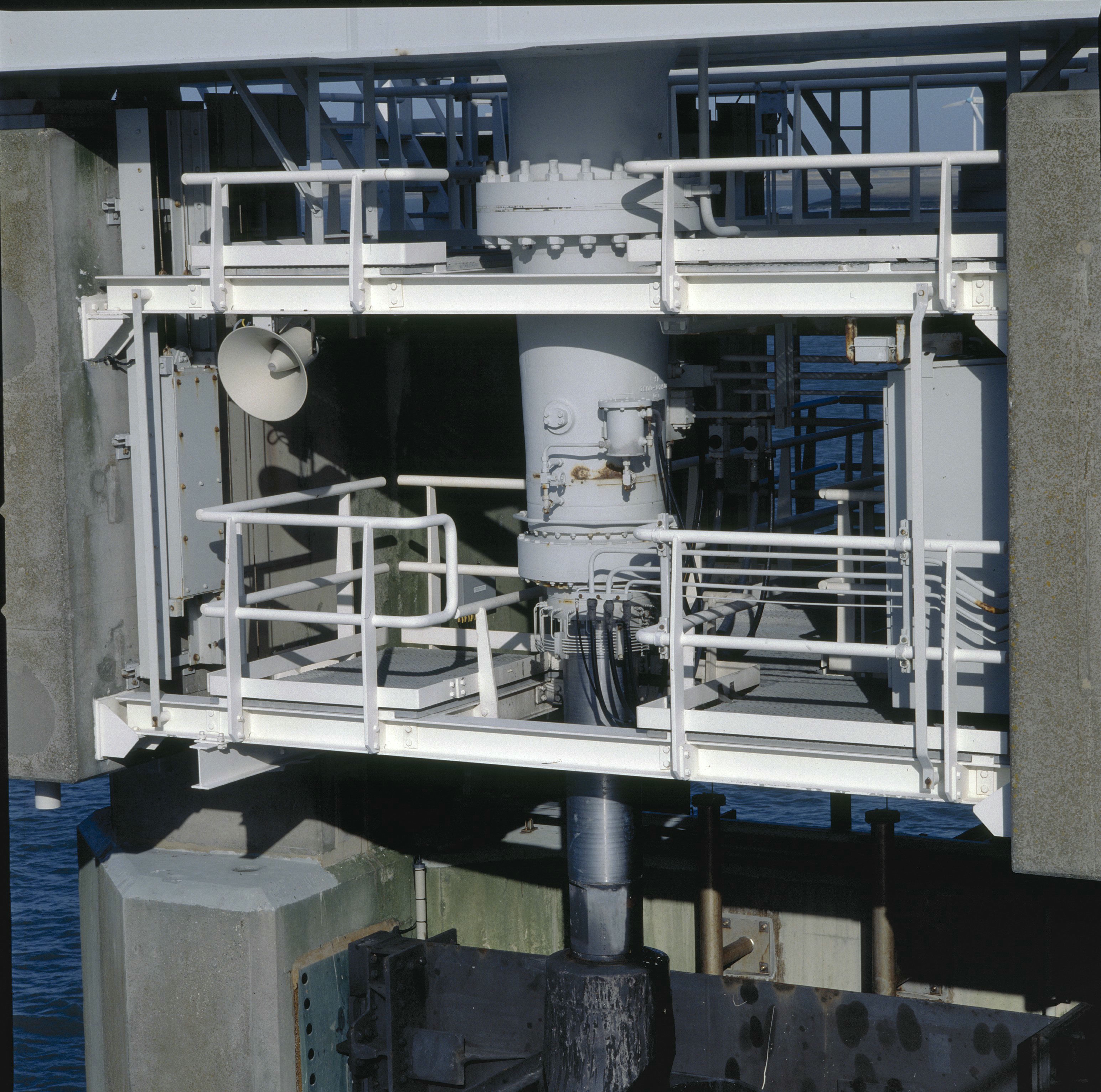
Un tratto della diga

L'Oosterscheldekering (lett. "diga/barriera della Schelda Orientale") è una diga antitempesta semiaperta che delimita la baia della Schelda Orientale, nella provincia olandese della Zelanda, e che collega l'isola di Schouwen-Duiveland all'ex-isola di Noord-Beveland.
Fu costruita tra il 1976 e il 1986 nell'ambito del più ampio piano Delta, sviluppato per prevenire il ripetersi dell'inondazione del 1953.  È considerata un capolavoro dell'ingegneria olandese.

## Descrizione
L'Oosterscheldekering è lunga circa 8-9 km, di cui sono 3 i km formati dalla parte chiudibile.
La diga è sorretta da 65 piloni, dispone di tre chiuse ed è dotata di 62 aperture scorrevoli, che vengono chiuse una volta all'anno in caso di violente tempeste e che si spostano verso l'alto e verso il basso.
La diga viene azionata dalla J.W. Topshuis, che si trova sull'isola di Neeltje Jans.

## Storia
La costruzione di dighe come l'Oosterscheldekering fu decisa dopo la disastrosa inondazione causata dal mare del Nord nel 1953.
In origine l'Oosterscheldekering doveva essere una diga chiusa, ma ciò avrebbe creato una parte di acqua dolce e la conseguente scomparsa della flora e della fauna marina. Si optò quindi, dopo le proteste dei cittadini, per la costruzione di una diga semiaperta, che sarebbe stata chiusa solo in caso di condizioni meteorologiche avverse.
La costruzione iniziò nel 1976 e durò 10 anni. Il progetto costò l'equivalente di 2,5 miliardi di euro, vale a dire circa due terzi del costo dell'intero Piano Delta.
La diga fu inaugurata ufficialmente il 4 ottobre 1986 alla presenza della regina Beatrice .
|  |

Nel 1987 fu aperta una strada sulla diga.

## Riproduzioni
Una copia in scala 1:25 dell'Oosterscheldekering si trova nel parco di Madurodam, a L'Aia

## Galleria d'immagini

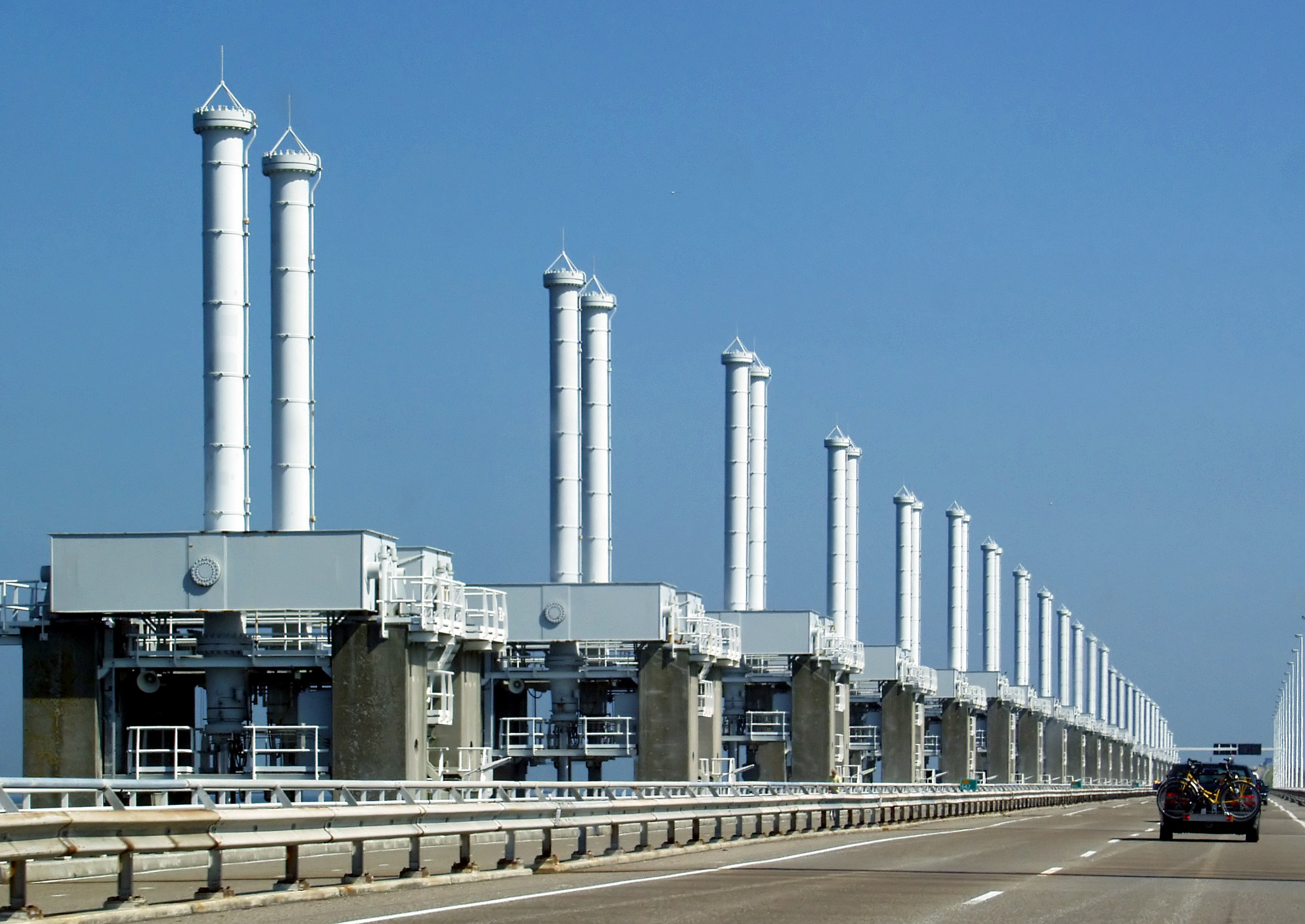
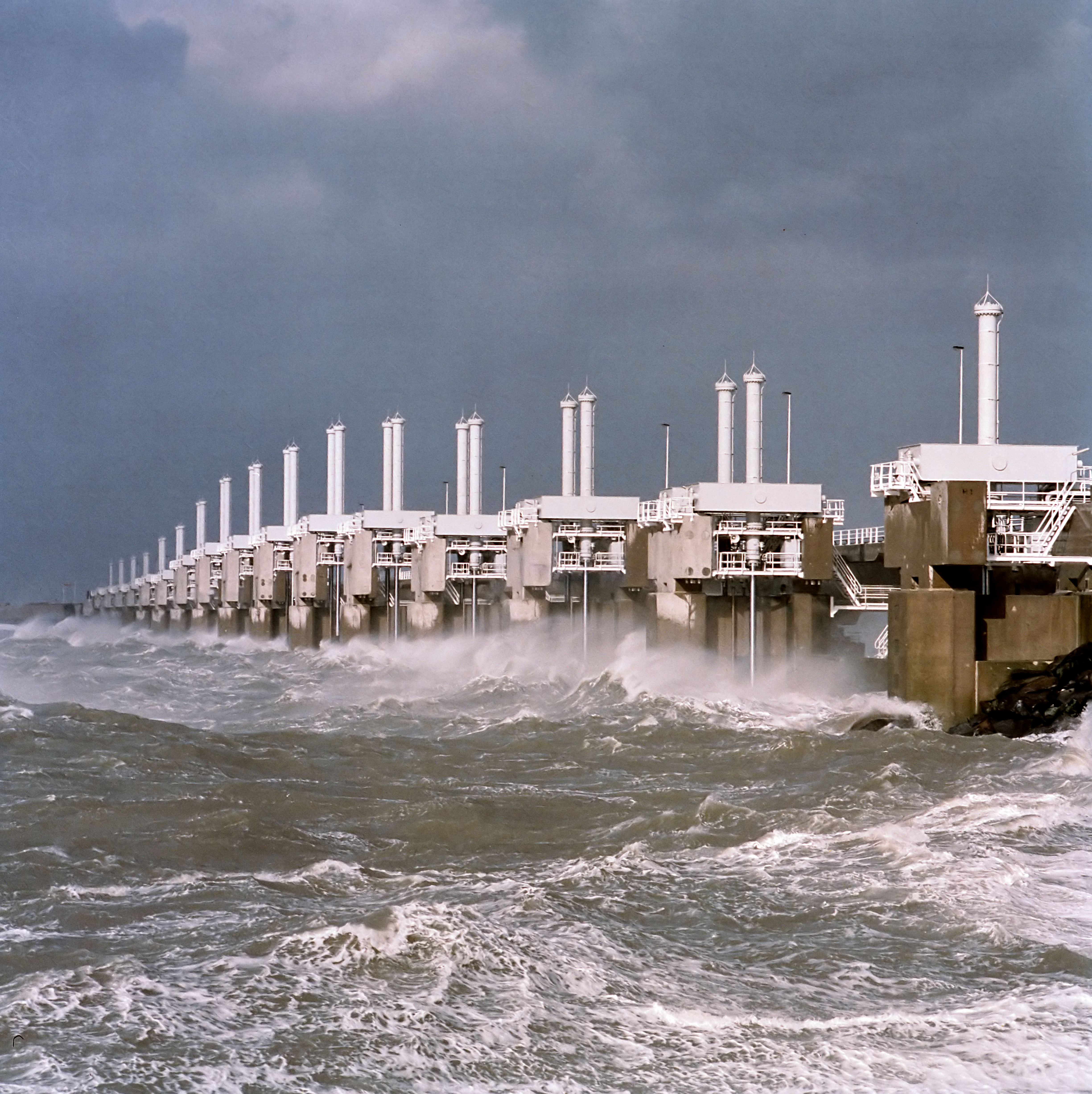
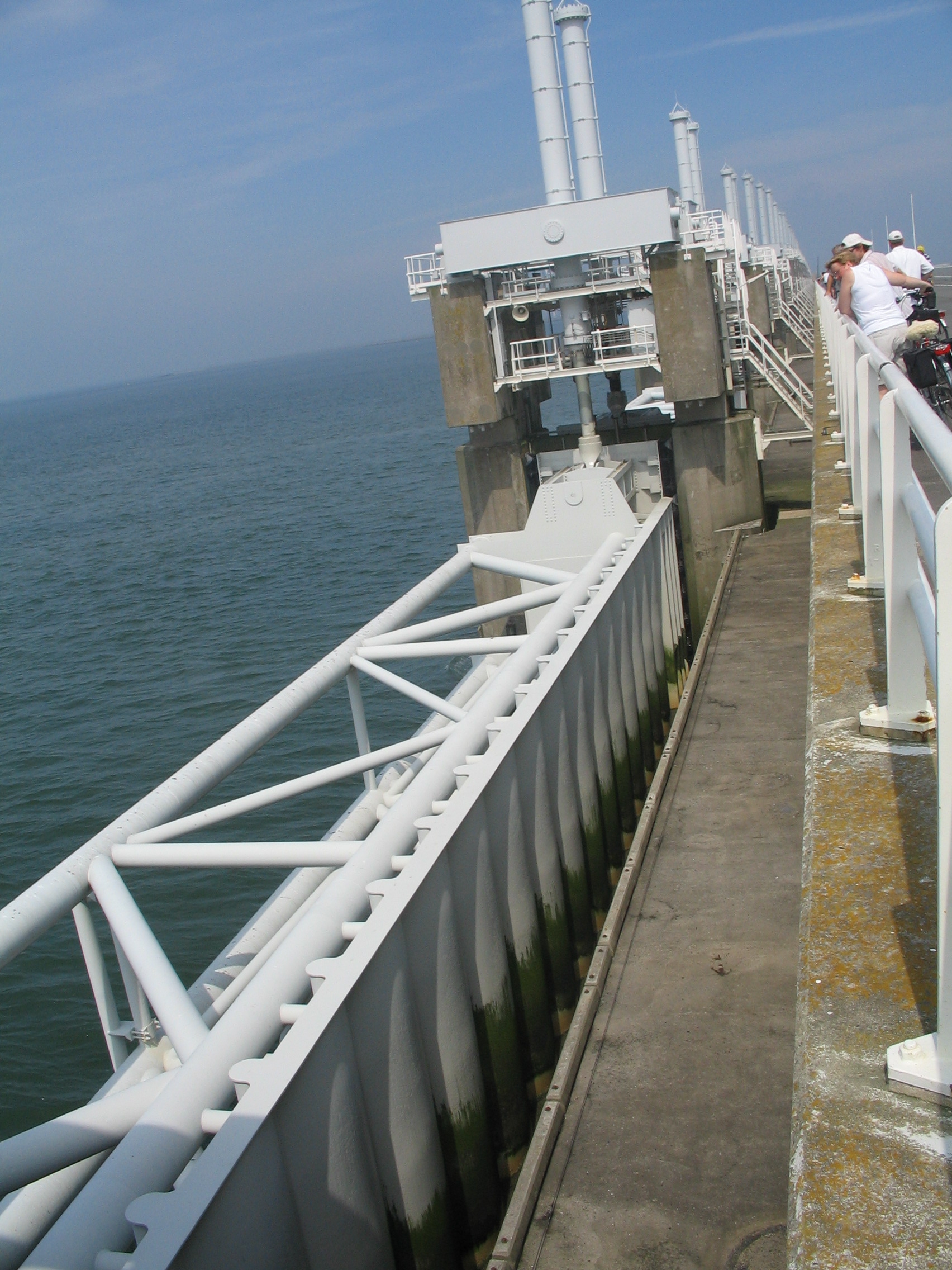
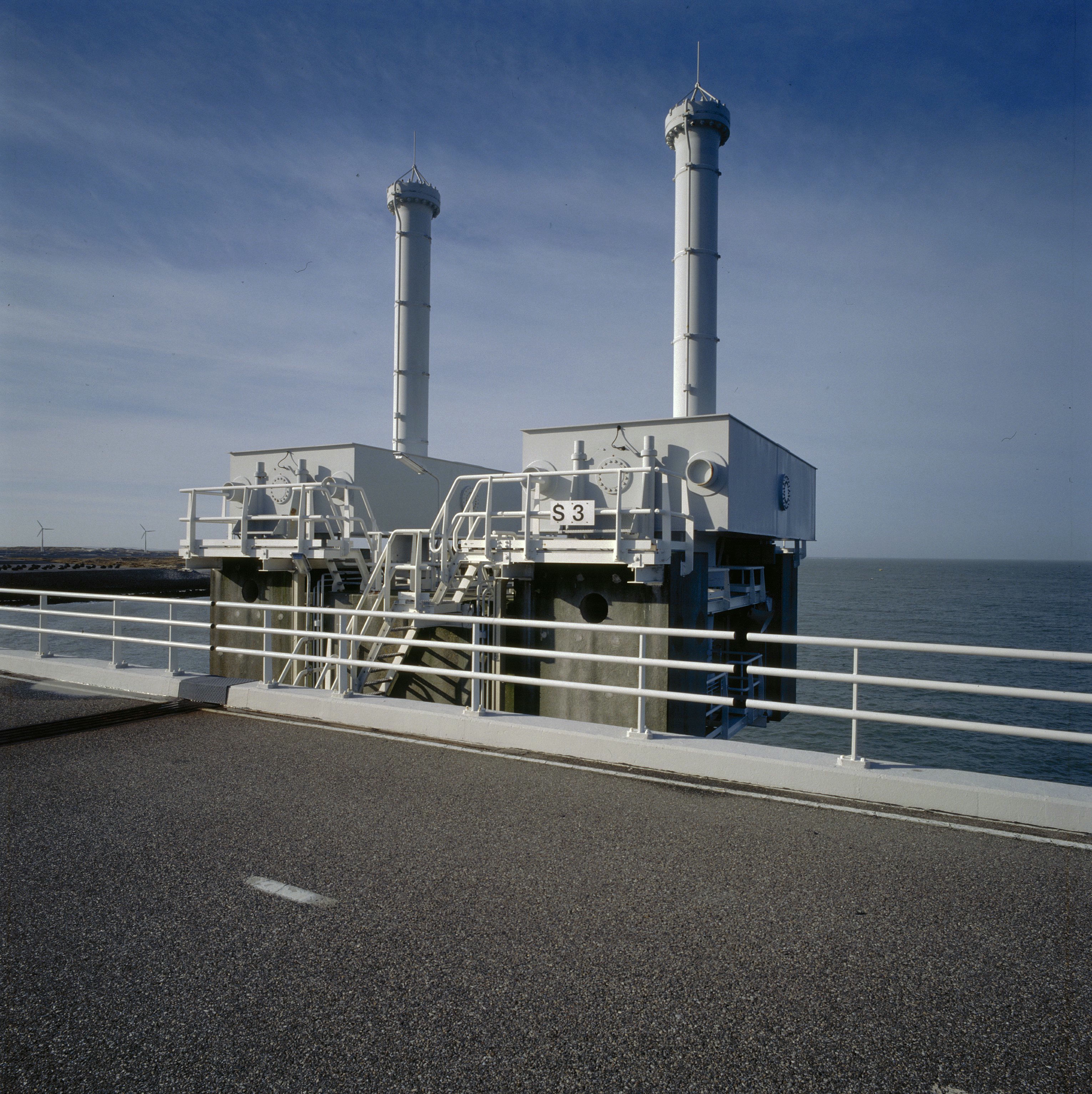